# Boucot-Plateau
Das Boucot-Plateau ist ein kleines und vereistes Hochplateau im Australischen Antarktis-Territorium. Es ragt westlich der Wellman-Kliffs und südlich der McKay-Kliffs in der Geologists Range des Transantarktischen Gebirges auf.
Der United States Geological Survey kartierte es anhand von Tellurometervermessungen und mithilfe von Luftaufnahmen der United States Navy zwischen 1960 und 1962. Das Advisory Committee on Antarctic Names benannte es 1965 nach dem US-amerikanischen Geologen und Paläontologen Arthur Boucot (1924–2017), der zwischen 1964 und 1965 im Rahmen des United States Antarctic Research Program auf der Byrd-Station und in den Horlick Mountains tätig war.